# 石谷氏
石谷氏は、日本の氏族。遠江石谷氏（いしがやし）と土岐石谷氏（いしたに/いしだに/ いしがい・し）がある。

## 遠江石谷氏
遠江国佐野郡西郷石谷（現在の静岡県掛川市）を本貫とする石谷氏は藤原南家為憲流二階堂氏の流れを組むとされる、戦国時代から江戸時代にかけての武家一族。しかしながら、石谷氏の祖である石谷政清の曾祖父、二階堂行晴以前の系図は明らかではなく、『寛永諸家系図伝』に拠れば、二階堂行秋（因幡守、法名:行欽）－二階堂行晴－西郷行清－二階堂清長－石谷政清とされている。西郷民部少輔と二階堂行秋の妹との子の内、次男である行晴が二階堂行秋の後を継いだとされ、石谷氏を称した政清に至るまで何度も苗字を変更しており、政清自身は当初西郷氏を称していたとされる。政清が名字を改めたのは石谷村に移り住んだことに由来するとされるが、一説には徳川家康の側室、西郷局に憚ったためとも伝えられている。なお、石谷氏の血族である西郷氏については、『掛川市誌』などに拠れば、遠江三十六人衆に数えられ、山科家の地頭代として西郷庄に影響のあった西郷氏と関連性が見受けられるものの、俗説にある三河西郷氏との関連性は不明である。基本的な家紋は、遠江石谷氏の由来である石谷村の九つの巨石（名字石、家紋石、九曜石）にちなみ九曜星だが、桑原政重の系統は石餅九曜・追沢瀉であるとされる。
安倍七騎に数えられる石谷氏（石貝氏）の石谷重郎左衛門は、遠江石谷氏の一族と伝えられ、今川氏・武田氏に仕えた後、徳川氏に仕えたと言われる。

### 一族
- 石谷政清

遠江石谷氏の祖。通称は十郎右衛門。今川義元・氏真・徳川家康に仕える。
- 石谷貞清

政清の孫で徳川家旗本。島原の乱や慶安の変で活躍した。江戸北町奉行を勤める。石谷十蔵の氏神という石ヶ谷明神が掛川市にある。
- 石谷清昌

佐渡奉行、勘定奉行、長崎奉行などを歴任し、田沼意次の行政に深く関与したとされる。
- 石谷穆清

石谷貞清の末裔で幕末の徳川家旗本。江戸北町奉行を勤める。安政の大獄に関与したとされ、大老・井伊直弼の片腕的存在と言われる。

### 遠江石谷氏旗本四家略系図
```
 
凡例
　太線は実子、細線は養子。※政清以降、家督相続者以外は省略。

           不明
            ┃
 　       
二階堂行秋
（因幡守、法名:行欽）
            ｜
   　     
二階堂行晴
（※
二階堂行秋
の妹と
西郷民部少輔
の子のうちの、次男）
            ┣━━━━━┓
    　    
西郷行清
    
二階堂行捷

            ┃
      　  
二階堂清長

            ┃
        　
石谷政清

            ┃
 ┏━━━┳━┻━━━━━┓

政信
   
清定
            
政重

 ┃     ┣━━━┓      ┃?

政勝
   
清正
    
貞清
    
清氏

 ┃     ┃     ┃      ┃?

成勝
   
清亮
    
武清
    
時清

 ｜     ┃     ｜       ┃?

清長
   
清信
    
榮清
    
長清

 ｜     ｜      ┃      ｜

清定
   
清職
    
眞清
    
清全
  
 ｜     ┃     ┃      ┃

清夤
   
清胤
    
澄清
    
清昌
 
 ┃     ｜     ┃      ┃

清盈
   
清候
    
因清
    
清定
 
 ｜     ｜     ｜       ｜

清茂
   
清馨
    
直清
    
清豊
 
 ┃     ｜     ┃      ┃

清順
   
清憐
    
穆清
    
左内
 
 ┃?    ｜     ┃      ┃

錬蔵
   
清暠
   
鉄之丞
  
金之丞
 
 ┃     ┃?           

房之丞
 
清倚
   　        
        ｜?               
      
帯刀

なお、『
続群書類従
』工藤二階堂氏系図に拠れば、二階堂下総守光貞の子に二階堂行秋（因幡守、法名:行欽）が存在する。
```

## 土岐石谷氏
美濃国土岐郡の土岐氏を発祥とする一族。鎌倉時代に土岐光行が美濃国方県郡石谷の地頭職を得、嫡子・国衡に分け与えたことが石谷氏の始まりとされる。室町時代には明智氏、肥田氏とともに奉公衆となり、一族が在京した。
戦国時代に斎藤道三が台頭すると石谷対馬守はこれに従うが、長良川の戦いにおいて道三に味方し美濃の石谷氏は滅亡した。在京の石谷氏は石谷光政が石谷頼辰（斎藤利賢の子）を養子として娘を娶せ、その石谷頼辰は明智光秀の家臣となった。なお、光政のもう一人の娘は長宗我部元親の正室である。頼辰は山崎の戦い後に土佐に逃れて義兄弟である長宗我部元親に重用されたが、戸次川の戦いで戦死している。
```
   　     
土岐光衡

            ┃
   　     
土岐光行

            ┣━━━━━┓
    　    
土岐国衡
    
土岐光定

            ┃         ┃
      　  
石谷親衡
   
土岐氏
嫡流
            ┃
        　
石谷義氏

            ┃
```